# 瑪麗亞·費茲荷伯特
瑪麗亞·安·費茲荷伯特（Maria Anne Fitzherbert，1756年7月26日—1837年3月27日），是英格蘭喬治四世登基前的長期伴侶。1785年，他們秘密地簽下了在英國民法下無效的婚姻，因為他的父親喬治三世並未同意這一婚姻。

## 生平
費茲荷伯特未婚時舊姓史邁斯（Smythe）。在遇到喬治四世前她有過兩段婚姻，第一次結婚時她改姓韋爾德（Weld），第二次結婚改姓費茲荷伯特。1781年5月7日其夫湯瑪士·費茲荷伯特逝世。
1784年費茲荷伯特認識威爾士親王喬治。威爾士親王對她一見鍾情，展開熱烈追求。1785年12月15日兩人舉行結婚儀式，但根據英國法律，兩人婚姻因為未得到喬治三世和樞密院的事先批准而屬無效。而費茲荷伯特是天主教徒，如果婚姻得到批准和有效，威爾士親王就會因為法律禁止天主教徒和天主教徒的配偶成為君主而失去繼承權，所以喬治三世根本不可能批准兩人的婚事。
1794年喬治向弟弟弗雷德里克王子表示他和費茲荷伯特已「友好地分手」。翌年喬治與卡羅琳公主結婚。
1830年6月26日喬治四世駕崩後，人們發現他保留了費茲荷伯特的所有信件，並採取措施摧毀它們。費茲荷伯特將他們的婚姻告知喬治四世的兄弟威廉四世，並向他展示了她所擁有的文件。威廉四世要冊封費茲荷伯特爵位，但她拒絕，只要求國王允許她穿寡婦的喪服，並讓她的僕人穿上皇家制服。